# Polynema permagnum
Polynema permagnum är en stekelart som beskrevs av Soyka 1956. Polynema permagnum ingår i släktet Polynema och familjen dvärgsteklar. Inga underarter finns listade i Catalogue of Life.